# 퍼시 히스
퍼시 히스(Percy Heath, 1923년 4월 30일 ~ 2005년 4월 28일)는 미국의 베이시스트이다.